# Louis-Alexis-Achille Bouly
Pour les articles homonymes, voir Bouly.
Louis-Alexis-Achille Bouly ou Louis Bouly né le 31 décembre 1805 à Paris et mort à Amiens le 30 octobre 1870 est un sculpteur français.

## Biographie
Louis-Alexis-Achille Bouly ou Louis Bouly est né le 31 décembre 1805 à Paris au 30, rue de Bretagne. Il est le fils de Louis-Marie-François Bouly, marchand mercier, et de Rosalie-Catherine Challiot. Il est élève de François-Joseph Bosio et entre à l'École des beaux-arts de Paris le 18 octobre 1823. Il remporte le deuxième grand prix de Rome en 1831, concurremment avec Pierre-Charles Simart, sur le sujet de concours : Mort de Caton d'Utique. En 1838, il se rend à Saint-Pétersbourg où il est occupé à la décoration de l'église de Saint-Isaac.
De retour en France, il expose plusieurs bustes au Salon de Paris, en 1839 et en 1843, et, cette dernière année, remporte une médaille de troisième classe.
Il réside ensuite à Amiens où il meurt en 1870.

## Œuvres
- Mort de Caton d'Utique. Bas-relief. Deuxième grand prix de Rome en 1831.
- Cariatides, 1838, intérieur de la coupole de l'église de Saint-Isaac à Saint-Pétersbourg.
- Grandes figures posées sur les acrotères, à l'extérieur de la même église.
- Buste d'homme. Plâtre. Salon de 1839 (n° 2150).
- Mlle Cornélie Falcon. Buste en plâtre. Salon de 1813 (n° 1396).
- M. Thuillier, docteur en chirurgie. Buste en plâtre. Salon de 1843 (no 1397)
- M. B... Buste en plâtre. Salon de 1843 (n° 1398).
- Monument à George D. Prentice (en), 1876, États-Unis, Kentucky, Louisville[4].